# 姫路連隊区
姫路連隊区（ひめじれんたいく）は、大日本帝国陸軍の連隊区の一つ。前身は姫路大隊区である。兵庫県・鳥取県・岡山県・香川県の一部地域の徴兵・召集等兵事事務を取り扱った。実務は姫路連隊区司令部が執行した。1941年（昭和16年）に神戸連隊区に統合され廃止となった。

## 沿革
1888年（明治21年）5月14日、大隊区司令部条例（明治21年勅令第29号）によって姫路大隊区が設けられ、陸軍管区表（明治21年勅令第32号）により兵庫県・鳥取県・岡山県の一部が管轄区域に定められた。第4師管第8旅管に属した。
1896年（明治29年）4月1日、姫路大隊区は連隊区司令部条例（明治29年勅令第56号）によって連隊区に改組され、旅管が廃止となり第10師管に属した。
1898年（明治31年）4月1日、鳥取連隊区が設置され、管轄区域が大幅に変更された。
1903年（明治36年）2月14日、改正された「陸軍管区表」（明治36年勅令第13号）が公布となり、再び旅管が採用され連隊区は第10師管第8旅管に属した。
日本陸軍の内地19個師団体制に対応するため陸軍管区表が改正（明治40年9月17日軍令陸第3号）となり、1907年（明治40年）10月1日、岡山連隊区が再設置され、管轄区域の大幅な変更が実施された。
1925年（大正14年）4月6日、日本陸軍の第三次軍備整理に伴い陸軍管区表が改正（大正14年軍令陸第2号）され、同年5月1日、旅管は廃され引き続き第10師管の所属となり、管轄区域が大幅に変更された。
1940年（昭和15年）8月1日、姫路連隊区は中部軍管区姫路師管に属することとなった。1941年11月1日、姫路連隊区が廃止され、旧管轄区域は神戸連隊区に編入された。

## 管轄区域の変遷
1888年5月14日、陸軍管区表（明治21年勅令第32号）が制定され、姫路大隊区の管轄区域が次のとおり定められた。
- 兵庫県

飾東郡・飾西郡・神東郡・神西郡・加東郡・加西郡・多可郡・印南郡・揖東郡・揖西郡・宍粟郡・佐用郡・赤穂郡
- 鳥取県

邑美郡・法美郡・岩井郡・八上郡・智頭郡・八東郡・高草郡・気多郡
- 岡山県

吉野郡・英田郡
1896年4月1日、連隊区へ改組された際に管轄区域に兵庫県姫路市・鳥取県鳥取市が加えられた。さらに、郡制施行による郡の統廃合により陸軍管区表が改正され、1897年4月1日に、兵庫県区域の飾東郡・飾西郡を飾磨郡に、神東郡・神西郡を神崎郡に、揖東郡・揖西郡を揖保郡に変更した。また、鳥取県区域の邑美郡・法美郡・岩井郡を岩美郡に、八上郡・智頭郡・八東郡を八頭郡、高草郡・気多郡を気高郡に変更した。変更後の管轄区域は以下のとおり。
- 兵庫県

姫路市・飾磨郡・神崎郡・加東郡・加西郡・多可郡・印南郡・揖保郡・宍粟郡・佐用郡・赤穂郡
- 鳥取県

鳥取市・岩美郡・八頭郡・気高郡
- 岡山県

吉野郡・英田郡
1898年4月1日、岡山連隊区廃止と鳥取連隊区新設に伴い、管轄区域が大幅に変更された。兵庫県加東郡・多可郡を福知山連隊区へ、鳥取県区域を鳥取連隊区へ移管した。また、岡山県区域は岡山市・児島郡・御野郡・上道郡・津高郡・赤坂郡・磐梨郡・邑久郡・和気郡を旧岡山連隊区から編入し、吉野郡・英田郡を鳥取連隊区へ移管して次のとおり管轄区域を形成した。
- 兵庫県

姫路市・飾磨郡・神崎郡・加西郡・印南郡・揖保郡・宍粟郡・佐用郡・赤穂郡
- 岡山県

岡山市・児島郡・御野郡・上道郡・津高郡・赤坂郡・磐梨郡・邑久郡・和気郡
1903年2月14日、郡の統廃合のため、岡山県区域の御野郡・津高郡を御津郡に、赤坂郡・磐梨郡を赤磐郡に変更した。
1907年10月1日、岡山連隊区が再設置されたことなどにより、管轄区域が陸軍管区表（明治40年9月17日軍令陸第3号）により次のとおり定められた。兵庫県加西郡・印南郡を神戸連隊区へ、岡山県岡山市・児島郡・御津郡・上道郡・赤磐郡を岡山連隊区へ移管した。
- 兵庫県

姫路市・神崎郡・宍粟郡・飾磨郡・揖保郡・佐用郡・赤穂郡
- 岡山県

和気郡・邑久郡
1915年（大正4年）9月13日、丸亀連隊区から香川県小豆郡を編入した。
1920年（大正9年）8月10日、管轄区域が変更され、香川県小豆郡を丸亀連隊区へ移管し、鳥取連隊区から岡山県英田郡を編入した。
1925年5月1日、陸軍管区表の改正に伴い管轄区域が次のとおり変更された。兵庫県明石市・明石郡・加古郡・印南郡・加東郡・美嚢郡・加西郡を神戸連隊区から、多可郡を福知山連隊区から編入した。また、兵庫県神崎郡・宍粟郡を鳥取連隊区へ、岡山県英田郡・和気郡・邑久郡を岡山連隊区へ移管した。
- 兵庫県

明石市・姫路市・明石郡・加古郡・印南郡・加東郡・美嚢郡・飾磨郡・揖保郡・佐用郡・赤穂郡・多可郡・加西郡
1940年（昭和15年）2月28日、兵庫県飾磨市を管轄区域に加えた。
1941年4月1日、管轄区域が変更され、兵庫県美方郡・城崎郡・養父郡・出石郡・朝来郡・宍粟郡・神崎郡を鳥取連隊区から編入した。変更後の管轄区域は次のとおり。
- 兵庫県

明石市・姫路市・飾磨市・明石郡・加古郡・印南郡・加東郡・美嚢郡・飾磨郡・揖保郡・佐用郡・赤穂郡・多可郡・加西郡・美方郡・城崎郡・養父郡・出石郡・朝来郡・宍粟郡・神崎郡
1941年11月1日、姫路連隊区が廃止され、その旧管轄区域は神戸連隊区に編入された。

## 司令官
姫路大隊区
- 安田有則 歩兵少佐：1888年5月14日 -
- （心得）平田辰造 歩兵大尉：1890年11月1日 -
- 松島克己 歩兵少佐：1896年3月18日[14] - 不詳

姫路連隊区
- 飯倉好察 歩兵少佐：不詳 - 1901年4月1日
- 伊東武 歩兵少佐：1901年4月4日 -
- 大久保猶平 歩兵少佐：1902年8月30日 -
- 飯倉好察 歩兵少佐：不詳 - 1905年10月9日
- 堀尾晴光 歩兵少佐：1905年10月9日 - 1906年4月10日
- 岡田辰太郎 歩兵少佐：1910年10月1日 - 1912年3月8日
- 中村季驥 歩兵少佐：1912年3月8日 - 1917年4月14日
- 前川譲吉 歩兵中佐：1917年4月14日 -
- 篠崎宗吉 歩兵大佐：不詳 - 1923年8月6日[15]
- 加藤惣次郎 歩兵大佐：1923年8月6日[15] -
- 間崎信夫 歩兵中佐：1932年8月15日 - 1934年3月5日[16]
- 飯塚慶之助 歩兵大佐：1934年3月5日[16] -
- 北沢貞治郎 歩兵大佐：1938年7月15日 - 1940年8月1日[17]